# Травлення (технологія)

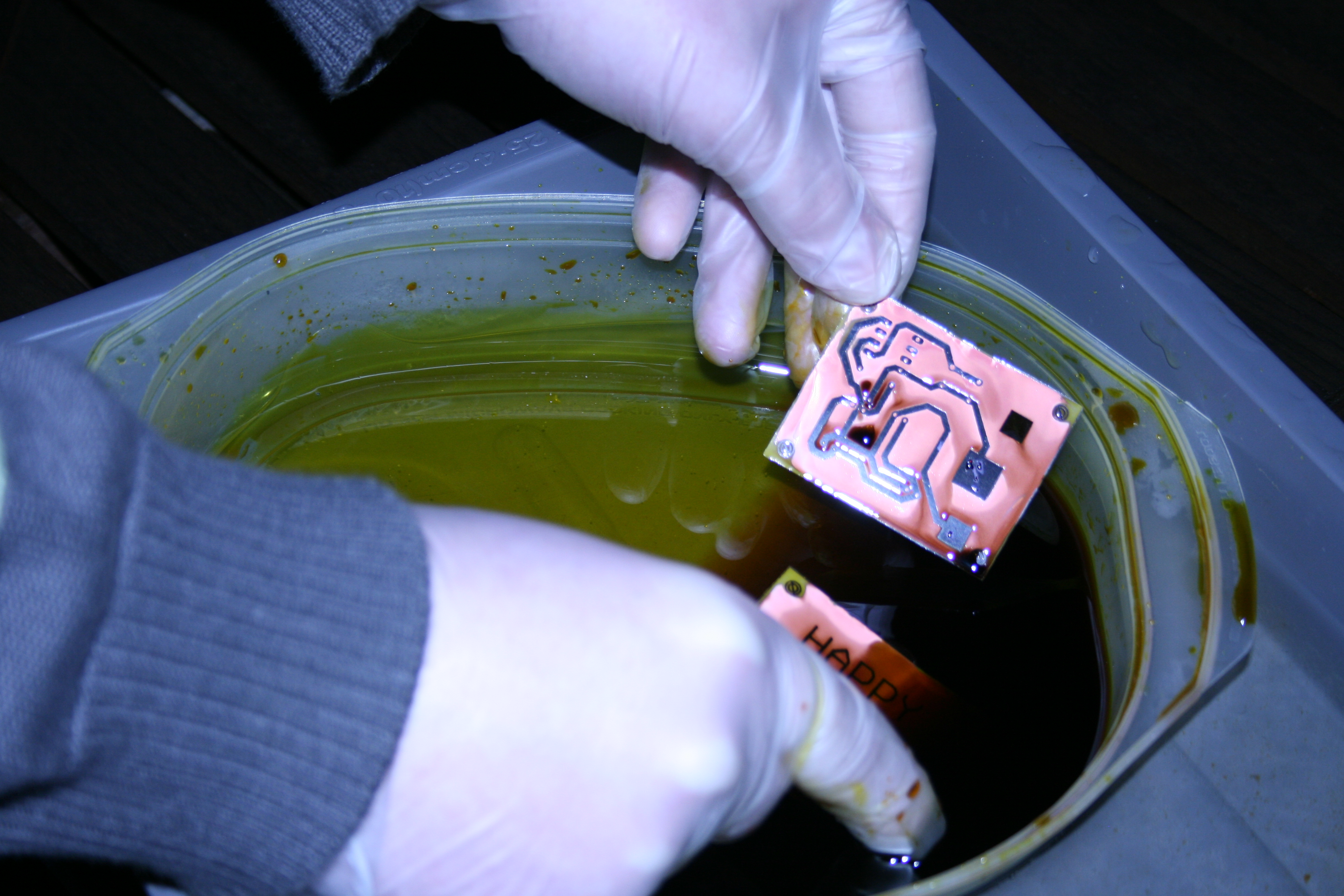
Травлення фольгованого текстоліту у розчині хлориду заліза для видалення мідної поверхні.

Тра́влення, ща́влення — обробка поверхні металу, скла тощо розчинами кислот або солей для розчинення частини поверхні. Використовується у друкарстві, ювелірній справі, обробці скла для нанесення зображення, при виготовленні друкованих плат. Також травленням називають процес руйнування швів в басейні під дією агресивної властивості води, викликаної низьким індексом (менше -0.3) Індекс балансу води Ланжел’є (Langelier Saturation Index, LSI).

## Застосування
Травлення застосовується:
- для зняття поверхневого шару забруднень, оксидів, жирової плівки і т. ін. (наприклад, окалини з напівфабрикату в металургії)
- для виявлення структури матеріалів (наприклад, структури металів і сплавів у металографії)
- для формування провідних доріжок і контактних майданчиків при виробництві друкованих плат
- для нанесення рельєфного малюнка при художній обробці матеріалів (зазвичай металів)
- для виготовлення мембран (витравлювання дуже малих отворів із методом фотолітографії)
- для хімічного полірування поверхні і видалення порушеного в ході попередньої механічної обробки шару.
- для створення матової поверхні на склі по яким можна писати олівцями (підписування скляних ємностей в лабораторній практиці).
- лагідне травлення (для зменшення утворення вапняного нальоту в басейнах) може застосовуватись шляхом зниження значення індексу балансу води, LSI до рівня -0.3. Таким чином з обладнання і стінок басейну поступово видаляється вапняний осад.

## Типові реактиви
- у виробництві друкованих плат традиційно використовують FeCl3, CuCl2, M2S2O8 (де M — Na, K або NH4), водну суміш H2O2 з хлоридною кислотою .
- Для видалення продуктів окиснення з поверхні міді та стопів (сплавів) на її основі (якщо продукти окиснення не сульфідні) можна використати концентрований розчин амоніаку.
- Для травлення скляних поверхонь використовують флуоридну кислоту або підкислені розчини флуоридів.